# Cyprinodon
Genre
Cyprinodon est un genre de poisson de la famille des Cyprinodontidae (ordre des Cyprinodontiformes). 

## Description
Ces poissons vivent dans les mares qui se forment après une forte pluie et sont capables de supporter des eaux à plus de 40 °C. Ils grandissent vite et se reproduisent rapidement avant que la mare ne s'assèche à nouveau puis meurent. Auparavant, ils enfouissent leurs œufs dans le sable qui donneront une nouvelle génération à la prochaine pluie. Les nombreuses espèces, dont beaucoup sont cantonnées à un milieu très limité, se répartissent sur une grande partie des Amériques, de l'Argentine aux États-Unis.

## Statut IUCN
Selon l'IUCN, un grand nombre d'espèces de ce genre sont soit vulnérables (VU), soit en danger (EN), soit en danger critique d'extinction (CR), voire éteintes en milieu naturel (EW). Certaines espèces sont complètement éteintes (EX). Les principales raisons de ces statuts sont l'anthropisation des habitats[réf. nécessaire].

## Liste des espèces
Selon World Register of Marine Species (28 octobre 2024) :
- Cyprinodon albivelis Minckley & Miller, 2002
- Cyprinodon alvarezi Miller, 1976
- Cyprinodon arcuatus Minckley & Miller, 2002
- Cyprinodon artifrons Hubbs, 1936
- Cyprinodon atrorus Miller, 1968
- Cyprinodon beltrani Álvarez, 1949
- Cyprinodon bifasciatus Miller, 1968
- Cyprinodon bobmilleri Lozano-Vilano & Contreras-Balderas, 1999
- Cyprinodon bondi Myers, 1935
- Cyprinodon bovinus Baird & Girard, 1853
- Cyprinodon brontotheroides Martin & Wainwright, 2013
- Cyprinodon ceciliae Lozano-Vilano & Contreras-Balderas, 1993
- Cyprinodon dearborni Meek, 1909
- Cyprinodon desquamator Martin & Wainwright, 2013
- Cyprinodon diabolis Wales, 1930
- Cyprinodon elegans Baird & Girard, 1853
- Cyprinodon eremus Miller & Fuiman, 1987
- Cyprinodon esconditus Strecker, 2002
- Cyprinodon eximius Girard, 1859
- Cyprinodon fontinalis Smith & Miller, 1980
- Cyprinodon higuey Rodriguez & Smith, 1990
- Cyprinodon hubbsi Carr, 1936
- Cyprinodon inmemoriam Lozano-Vilano & Contreras-Balderas, 1993
- Cyprinodon julimes De la Maza-Benignos & Vela-Valladares, 2009
- Cyprinodon labiosus Humphries & Miller, 1981
- Cyprinodon laciniatus Hubbs & Miller, 1942
- Cyprinodon latifasciatus Garman, 1881
- Cyprinodon longidorsalis Lozano-Vilano & Contreras-Balderas, 1993
- Cyprinodon macrolepis Miller, 1976
- Cyprinodon macularius Baird & Girard, 1853
- Cyprinodon maya Humphries & Miller, 1981
- Cyprinodon meeki Miller, 1976
- Cyprinodon nazas Miller, 1976
- Cyprinodon nevadensis Eigenmann & Eigenmann, 1889
- Cyprinodon nichollsi Smith, 1989
- Cyprinodon pachycephalus Minckley & Minckley, 1986
- Cyprinodon pecosensis Echelle & Echelle, 1978
- Cyprinodon pisteri Miller & Minckley, 2002
- Cyprinodon radiosus Miller, 1948
- Cyprinodon riverendi (Poey, 1860)
- Cyprinodon rubrofluviatilis Fowler, 1916
- Cyprinodon salinus Miller, 1943
- Cyprinodon salvadori Lozano-Vilano, 2002
- Cyprinodon simus Humphries & Miller, 1981
- Cyprinodon suavium Strecker, 2005
- Cyprinodon tularosa Miller & Echelle, 1975
- Cyprinodon variegatus Lacepède, 1803
- Cyprinodon verecundus Humphries, 1984
- Cyprinodon veronicae Lozano-Vilano & Contreras-Balderas, 1993

## Systématique
Le nom valide complet (avec auteur) de ce taxon est Cyprinodon Lacépède, 1803.
Cyprinodon a pour synonymes invalides :
- Lebia Oken, 1817[3]
- Trifarcius Poey, 1860